# Khaled Mohammed Al-Zubair
Scheich Khaled Mohammed Al-Zubair (arabisch خالد محمد الزبير, DMG Ḫālid Muḥammad az-Zubaīr; * 23. November 1970) ist ein omanischer Manager und Sportfunktionär.

## Allgemeines
Khaled Mohammed Al-Zubair studierte an der University of Arizona in Tucson und machte seinen Bachelor in Geschäftsadministration. Er besuchte weiterhin die Harvard Business School und die London Business School. An beiden Hochschulen belegte er weiterführende Kurse in Sachen Management.
Al-Zubair wurde nach seinem Studium für die omanische Handelskammer aktiv. So war er Vorsitzender verschiedener staatlicher Kommissionen, u. a. für Tourismus, für Kommunikation, Werbung und Export. Bei internationalen Meetings repräsentierte er die omanische Handelskammer und auch private Unternehmen. Er unterstützte ebenfalls das omanische Komitee für die Aufnahme des Landes in die Welthandelsorganisation.

## Sportadministration
Von 2005 bis 2008 war Al-Zubair Vorsitzender des omanischen Tennisverbandes. Seit 2012 ist er Vorsitzender des Exekutivkomitees des omanischen NOKs. Er ist Ehrenvorsitzender des arabischen Schwimmverbandes. 2017 wurde er zum IOC-Mitglied gewählt. 